# ماتریکاس
ماتریکاس (मातृका به معنی مادران) گروهی از ایزدبانوهای دین هندو هستند که همیشه در معیت با یکدیگر ترسیم شده‌اند. آن‌ها ایزدان جنگ، کودکان، و توان‌بخشی زنانند. تعداد آن‌ها گاه هفت و گاه هشت است و بنابراین هفت‌مادران (सप्तमातृका: سپتاماترکاس) و هشت‌مادران (अष्टमातृका: اشته‌ماترکاس) نیز نامیده شده‌اند. ماتریکاس در اوج آیین هندو هم در شمال و هم در جنوب هند و بخش‌هایی از نپال بسیار محبوب بودند.
در بسیاری از منابع اولیه، ماتریکاس دارای ویژگی‌های شوم و اغلب به عنوان خطرناک توصیف شده‌اند. اما در اساطیر بعد، هر چند برخی از ویژگی‌های شوم و وحشی خود را هنوز حفظ کرده‌اند اما نقشی محافظتی پیدا می‌کنند. به این ترتیب، آن‌ها هم نماد جنبه بارور طبیعت و هم جنبه ویرانگر طبیعت هستند.
نام مادران از این قرار است: برهمنی، ویشنَوی، مَهِشوَری، ایندرانی، کاماری، واراهی، و چَمونده یا ناراسیمهی.
ماتریکاس در کیش تانترا از آیین هندو اهمیتی فراگیر دارند و در شاکتی‌پرستی از آن‌ها به عنوان «یاوران خدای بزرگ شاکتا دِوی در نبرد او علیه دیوان» یاد شده‌است. ماتریکاس هم‌چنین با پرستش ایزد جنگجو موروگان (اسکاندا) مرتبط دانسته شده‌اند. برخی پژوهندگان نیز آن‌ها را از ایزدان شیواپرستی دانسته‌اند.